# Distribuzione discografica
La distribuzione discografica è un nome comune che indica una grossa branca della distribuzione commerciale, ovvero l'insieme dei processi mediante i quali un disco (o dell'altro materiale discografico) può essere venduto, ceduto, acquistato, inciso e rivenduto.

## Concetti della distribuzione discografica
Nella distribuzione finale, ossia nell'acquisto da parte del cliente del materiale musicale, il prezzo naturalmente è superiore, ed è mirato a congiungere il più possibile una soddisfacente quantità di compere con un almeno discreto ricavato di lucro dalle stesse.
Letteralmente, la distribuzione discografica indica la modalità in cui vengono distribuiti i dischi musicali in ogni passaggio commerciale di proprietà, dal fabbricante al compratore, compreso il giro di affari legato alla catena di vendite ed il numero di copie vendute, che naturalmente comporta un incasso maggiore per i fornitori di qualunque categoria di commercio coinvolta nella distribuzione discografica.